# Serie A 2006/2007
Serie A i fotboll 2006/2007 påbörjades säsongen den 10 september 2006. Säsongen skulle ha börjat 26-27 augusti men på grund av Serie A-skandalen 2006 fick starten flyttas fram. Säsongen var det 104:e italienska mästerskapet som någonsin har genomförts och den 75:e Serie A-säsongen samt det första mästerskapet utan Juventus FC. Den 22 april 2007 blev det klart att Inter hade vunnit serien efter att ha besegrat Siena och AS Roma förlorade mot Atalanta BC, vilket gav Inter en ledning på 16 poäng med fem matcher kvar att spela. Serien var slutspelad den 27 maj 2007.

## Tabell
| Nr | Lag        | S  | V  | O  | F  | GM | IM | MS  | P  |
| -- | ---------- | -- | -- | -- | -- | -- | -- | --- | -- |
| 1  | Inter (RM) | 38 | 30 | 7  | 1  | 80 | 34 | +46 | 97 |
| 2  | Roma       | 38 | 22 | 9  | 7  | 74 | 34 | +40 | 75 |
| 3  | Lazio      | 38 | 18 | 11 | 9  | 59 | 33 | +26 | 62 |
| 4  | AC Milan   | 38 | 19 | 12 | 7  | 57 | 36 | +21 | 61 |
| 5  | Palermo    | 38 | 16 | 10 | 12 | 58 | 51 | +7  | 58 |
| 6  | Fiorentina | 38 | 21 | 10 | 7  | 62 | 31 | +31 | 58 |
| 7  | Empoli     | 38 | 14 | 12 | 12 | 42 | 43 | −1  | 54 |
| 8  | Atalanta   | 38 | 12 | 14 | 12 | 56 | 54 | +2  | 50 |
| 9  | Sampdoria  | 38 | 13 | 10 | 15 | 44 | 48 | −4  | 49 |
| 10 | Udinese    | 38 | 12 | 10 | 16 | 49 | 55 | −6  | 46 |
| 11 | Livorno    | 38 | 10 | 13 | 15 | 41 | 54 | −13 | 43 |
| 12 | Parma      | 38 | 10 | 12 | 16 | 41 | 56 | −15 | 42 |
| 13 | Catania    | 38 | 10 | 11 | 17 | 46 | 68 | −22 | 41 |
| 14 | Reggina    | 38 | 12 | 15 | 11 | 52 | 50 | +2  | 40 |
| 15 | Siena      | 38 | 9  | 14 | 15 | 35 | 45 | −10 | 40 |
| 16 | Torino     | 38 | 10 | 10 | 18 | 27 | 47 | −20 | 40 |
| 17 | Cagliari   | 38 | 9  | 13 | 16 | 35 | 46 | −11 | 40 |
| 18 | Chievo     | 38 | 9  | 12 | 17 | 38 | 48 | −10 | 39 |
| 19 | Ascoli     | 38 | 5  | 12 | 21 | 36 | 67 | −31 | 27 |
| 20 | Messina    | 38 | 5  | 11 | 22 | 37 | 69 | −32 | 26 |

1 Eftersom båda Coppa Italia-finalisterna AS Roma och Inter kvalificerade till spel i Uefa Champions League blev Empoli, som kom på sjundeplats, tilldelad plats i Uefacupen. Laget på åttondeplats, Atalanta, blev tilldelad plats i Intertotocupen. Atalanta kunde dock inte delta p.g.a. att de saknade europeisk licens, så istället fick laget på niondeplatsen, Sampdoria, platsen i Intertotocupen.
2 Dessa lag startade säsongen med följande poängavdrag: Siena (1 p), Lazio (3 p), AC Milan (8 p), Reggina (11 p), Fiorentina (15 p).
3 AC Milan blev direktkvalificerade till Uefa Champions League 2007/2008 tack vare slutsegern i Uefa Champions League 2006/2007.

## Deltagande lag
| Klubb               | Stad            | Arena                                       | Föregående säsong |
| ------------------- | --------------- | ------------------------------------------- | ----------------- |
| Ascoli Calcio 1898  | Ascoli Piceno   | Stadio Cino e Lillo Del Duca                | 10:a i Serie A    |
| Atalanta BC         | Bergamo         | Stadio Atleti Azzurri d'Italia              | 2:a i Serie B     |
| Cagliari Calcio     | Cagliari        | Stadio Sant'Elia                            | 14:e i Serie A    |
| Calcio Catania      | Catania         | Stadio Angelo Massimino                     | 2:a i Serie B     |
| AC Chievo Verona    | Verona          | Stadio Marcantonio Bentegodi                | 4:e i Serie A     |
| Empoli FC           | Empoli          | Stadio Carlo Castellani                     | 7:e i Serie A     |
| ACF Fiorentina      | Florens         | Stadio Artemio Franchi (Il Comunale)        | 9:e i Serie A     |
| Inter               | Milano          | Stadio Giuseppe Meazza (San Siro)           | 1:a i Serie A     |
| SS Lazio            | Rom             | Stadio Olimpico                             | 16:e i Serie A    |
| AS Livorno Calcio   | Livorno         | Stadio Armando Picchi                       | 6:e i Serie A     |
| FC Messina Peloro   | Messina         | Stadio San Filippo                          | 17:e i Serie A    |
| AC Milan            | Milano          | Stadio Giuseppe Meazza (San Siro)           | 3:e i Serie A     |
| US Città di Palermo | Palermo         | Stadio Renzo Barbera (La Favorita)          | 5:e i Serie A     |
| Parma FC            | Parma           | Stadio Ennio Tardini                        | 8:e i Serie A     |
| Reggina Calcio      | Reggio Calabria | Stadio Oreste Granillo                      | 13:e i Serie A    |
| AS Roma             | Rom             | Stadio Olimpico                             | 2:a i Serie A     |
| UC Sampdoria        | Genua           | Stadio Luigi Ferraris (Marassi)             | 12:e i Serie A    |
| AC Siena            | Siena           | Stadio Artemio Franchi                      | 15:e i Serie A    |
| Torino FC           | Turin           | Stadio Olimpico di Torino (Stadio Comunale) | 1:a i Serie B     |
| Udinese Calcio      | Udine           | Stadio Friuli                               | 11:e i Serie A    |

## Skytteligan
Här listas bara spelare med 10 mål eller fler på hela säsongen.
- 26 mål:  Francesco Totti (Roma)
- 20 mål:  Cristiano Lucarelli (Livorno)
- 19 mål:  Christan Riganò (Messina)
- 18 mål:  Rolando Bianchi (Reggina)
- 17 mål
  -  Nicola Amoruso (Reggina)
  -  Gionatha Spinesi (Catania)
- 16 mål
  -  Adrian Mutu (Fiorentina)
  -  Tommaso Rocchi (Lazio)
  -  Luca Toni (Fiorentina)
- 15 mål:  Zlatan Ibrahimović (Inter)
- 14 mål
  -  Hernan Crespo (Inter)
  -  Vincenzo Iaquinta (Udinese)
  -  Luca Saudati (Empoli)
  -  David Suazo (Cagliari)
- 13 mål
  -  Igor Budan (Parma)
  -  Cristiano Doni (Atalanta)
  -  Fabio Quagliarella (Sampdoria)
- 12 mål:  Alberto Gilardino (AC Milan)
- 11 mål
  -  Antonio Di Natale (Udinese)
  -  Goran Pandev (Lazio)
  -  Riccardo Zampagna (Atalanta)
- 10 mål
  -  Eugenio Corini (Palermo)
  -  Marco Materazzi (Inter)

## Händelser

### Skandalen
Efter Serie A-skandalen 2006 beslutades det att Juventus, Fiorentina och Lazio skulle relegeras till Serie B, medan AC Milan skulle få 15 poängs avdrag den kommande säsongen. Detta skulle innebära att Lecce, FC Messina och Treviso FBC skulle få stanna i Serie A, för att fortfarande ha tjugo lag i serien, då de i vanliga fall skulle ha flyttats ner till Serie B. 
Samtliga bestraffade lag överklagade besluten, vilket ledde till att Fiorentina och Lazio fick stanna i Serie A men med 15 respektive 11 poängs avdrag. AC Milans straff minskades till åtta poäng men Juventu FC:s förblev nedflyttade till Serie B med 17 poängs poängavdrag. Lecce och Treviso blev nedflyttade men Messina fick stanna i Serie A, som ersättare för Juventu FC.
P.g.a. en annan utredning beslutades det att Reggina Calcio skulle få 15 poängs avdrag men tilläts stanna i den högsta serien.

### Polismord
Den 2 februari 2007 dödades polisen Filippo Raciti utanför Stadio Angelo Massimino, Catania i sammandrabbningarna mellan Catania- och Palermo-supporters efter ett sicilianskt derby.

## Fotnoter
1. ↑  ”Arkiverade kopian”. Arkiverad från originalet den 20 augusti 2006. https://web.archive.org/web/20060820101836/http://www.theworldgame.com.au/home/index.php?pid=st&cid=74227. Läst 19 augusti 2006.